# Terence Blanchard
Pour les articles homonymes, voir Blanchard.
Terence Blanchard est un trompettiste, compositeur et arrangeur de jazz américain, né le 13 mars 1962 à La Nouvelle-Orléans, en Louisiane. Également compositeur de musique de film, il est notamment l'auteur de plusieurs bandes originales pour le réalisateur Spike Lee.

## Biographie

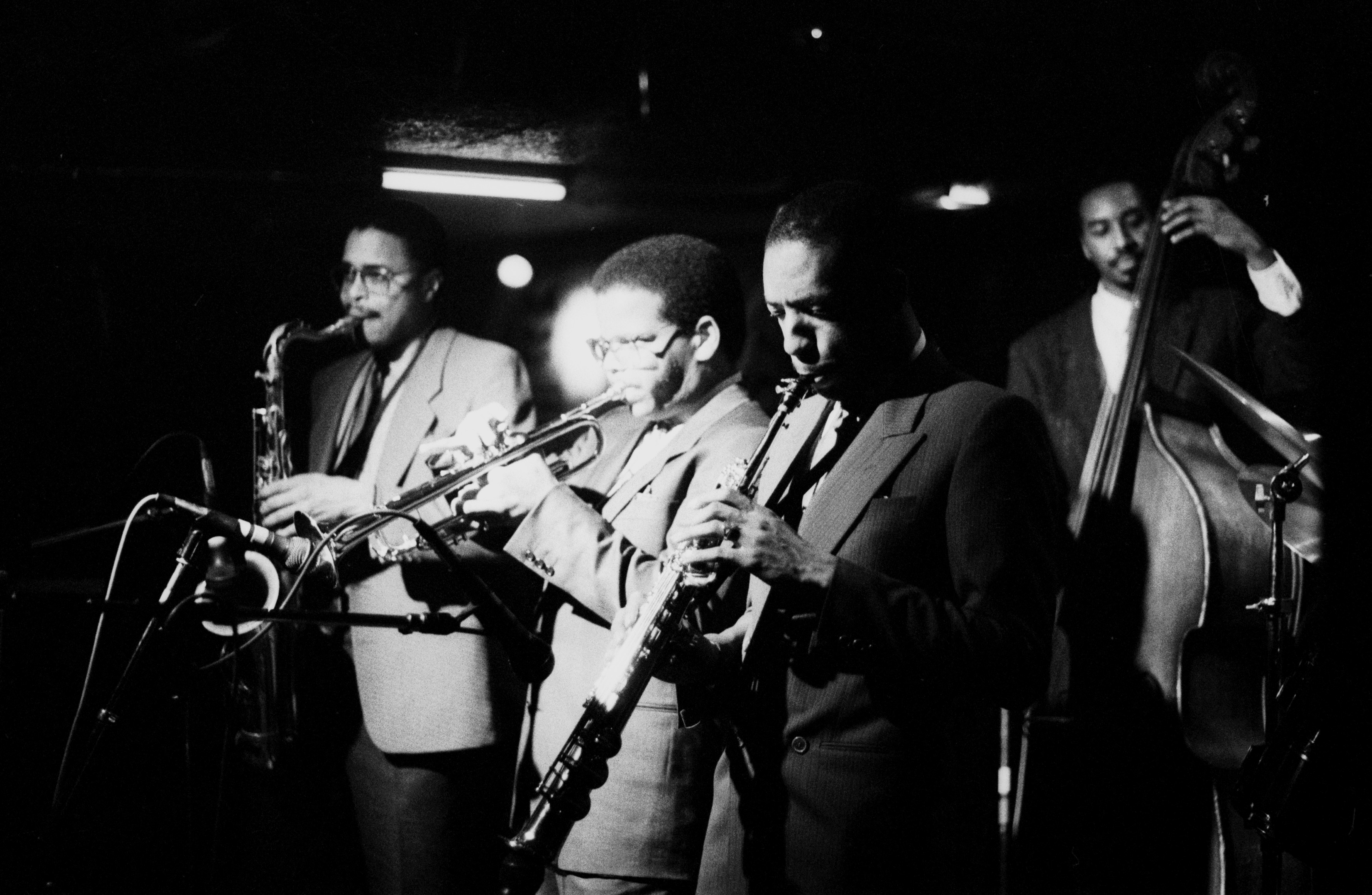
L'orchestre de jazz The Jazz Messengers en concert à Plougonven (Bretagne) en 1985. De gauche à droite : Jean Toussaint, Terence Blanchard, Donald Harrison, et Lonnie Plaxico.

Il a notamment fait partie, comme trompettiste, de l'orchestre des Jazz Messengers, sous la direction d'Art Blakey, entre 1982 et 1986.
Il est également connu pour ses musiques de film, notamment pour Malcolm X (1992) et Clockers (1995) et, surtout, La 25e Heure (25th Hour, 2003) qui lui vaut d'être nommé pour le Golden Globe de la meilleure musique de film à la 60e cérémonie des Golden Globes.
Le 15 juin 2013 le premier opéra de Blanchard, intitulé Champion (en), connaît sa première à l'Opera Theatre of Saint Louis (en), État du Missouri. Le livret, signé par le lauréat du prix Pulitzer, Michael Cristofer, prend pour argument la vie du boxeur Emile Griffith.

## Discographie

### En duo avecDonald Harrison
- 1984 : New York Second Line (Concord)
- 1986 : Discernment (Concord)
- 1986 : Nascence (Columbia)
- 1987 : Crystal Stair (Columbia)
- 1988 : Black Pearl (Columbia)

### En tant que leader
- 1991 : Terence Blanchard (en) (Columbia)
- 1992 : Simply Stated (en) (Columbia)
- 1993 : The Malcolm X Jazz Suite (en) (Columbia)
- 1994 : In My Solitude: The Billie Holiday Songbook (en) (Columbia)
- 1995 : Romantic Defiance (en) (Columbia)
- 1996 : The Heart Speaks (en) (Columbia)
- 1999 : Jazz in Film (en) (Sony Classical)
- 2000 : Wandering Moon (en) (Sony Classical)
- 2001 : Let's Get Lost (en) (Sony Classical)
- 2003 : Bounce (en) (Blue Note)
- 2005 : Flow (en) (Blue Note)
- 2007 : A Tale of God's Will (A Requiem for Katrina) (en) (Blue Note)
- 2009 : Choices (en) (Concord)
- 2011 : Chano y Dizzy! (en), avec Poncho Sanchez (Concord)
- 2013 : Magnetic (en) (Blue Note)

### Featuring The E-Collective
- 2015 : Breathless (en) (Blue Note)
- 2018 : Live (en) (Blue Note)
- 2021 : Absence (en) (Blue Note)

### En tant qu'invité
Avec Terri Lyne Carrington
- 2002 : Jazz is a Spirit (ACT)

## Filmographie

### Comme compositeur
- 1991 : Jungle Fever
- 1992 : Malcolm X
- 1994 : Revocator (en) (Sugar Hill) de Leon Isacho (en)
- 1994 : Assault at West Point: The Court-Martial of Johnson Whittaker (TV)
- 1994 : The Inkwell
- 1994 : Crooklyn
- 1994 : Procès devant jury (Trial by Jury)
- 1995 : The Promised Land (feuilleton TV)
- 1995 : Clockers
- 1996 : Get on the Bus
- 1997 : L'Amour de ma vie ('Til There Was You)
- 1997 : 4 Little Girls
- 1997 : Le Secret du bayou (Eve's Bayou)
- 1998 : Anatomie d'un top model (Gia) (TV)
- 1998 : La Tempête (The Tempest) (TV)
- 1999 : À chacun son tour (A Saintly Switch) (TV)
- 1999 : The Color of Courage (TV)
- 1999 : Free of Eden (TV)
- 1999 : Having Our Say: The Delany Sisters' First 100 Years (TV)
- 1999 : Summer of Sam
- 2000 : Next Friday
- 2000 : Love and Basketball
- 2000 : Dans les filets de l'amour (Navigating the Heart) (TV)
- 2000 : Le Secret de Jane (The Truth About Jane) (TV)
- 2000 : The Very Black Show (Bamboozled)
- 2001 : The Caveman's Valentine
- 2001 : Affaires de femmes (A Girl Thing) (feuilleton TV)
- 2001 : Bojangles (TV)
- 2001 : Péché originel (Original Sin)
- 2001 : Glitter
- 2002 : Jim Brown: All-American (TV)
- 2002 : Barbershop
- 2002 : Influences (People I Know)
- 2002 : Dark Blue
- 2002 : La 25e Heure (25th Hour)
- 2004 : Negroes with Guns: Rob Williams and Black Power
- 2004 : Drum
- 2004 : She Hate Me
- 2004 : Sucker Free City (TV)
- 2005 : Their Eyes Were Watching God (TV)
- 2005 : Jesus Children of America
- 2005 : Les Enfants invisibles (All the Invisible Children)
- 2006 : Inside Man : L'Homme de l'intérieur (Inside Man)
- 2006 : Waist Deep
- 2007 : Talk to Me de Kasi Lemmons
- 2008 : Miracle à Santa Anna (Miracle at St. Anna)
- 2015 : Chi-Raq de Spike Lee
- 2018 : BlacKkKlansman : J'ai infiltré le Ku Klux Klan (BlacKkKlansman) de Spike Lee
- 2019 : Harriet de Kasi Lemmons
- 2020 : Meurtrie (Bruised) de Halle Berry
- 2022 : The Woman King de Gina Prince-Bythewood
- 2022 : Father of the Bride de Gary Alazraki

### Comme acteur
- 1992 : Malcolm X : Billie Holiday Quartet - Trumpet
- 1995 : Swing Into Christmas (TV) : Performer
- 2010 : Treme (TV HBO)

## Distinctions

### Nomination
- Oscars 2021 : Meilleure musique de film pour Da 5 Bloods